# Iłowa (gromada)
Iłowa – dawna gromada, czyli najmniejsza jednostka podziału terytorialnego Polskiej Rzeczypospolitej Ludowej w latach 1954–1972.
Gromady, z gromadzkimi radami narodowymi (GRN) jako organami władzy najniższego stopnia na wsi, funkcjonowały od reformy reorganizującej administrację wiejską przeprowadzonej jesienią 1954 do momentu ich zniesienia z dniem 1 stycznia 1973, tym samym wypierając organizację gminną w latach 1954–1972.
Gromadę Iłowa z siedzibą GRN w Iłowej (wówczas wsi) utworzono – jako jedną z 8759 gromad na obszarze Polski – w powiecie żagańskim w woj. zielonogórskim na mocy uchwały nr V/29/54 WRN w Zielonej Górze z dnia 5 października 1954. W skład jednostki weszły obszary dotychczasowych gromad Iłowa, Borowe, Czerna, Czyżówek, Klików i Kowalice ze zniesionej gminy Iłowa w tymże powiecie. Dla gromady ustalono 27 członków gromadzkiej rady narodowej.
1 stycznia 1957 z gromady Iłowa wyłączono Iłową, nadając jej status osiedla, a następnie, 18 lipca 1962, status miasta. Iłowa pozostała jednak nadal siedzibą gromady Iłowa.
1 stycznia 1972 do gromady Iłowa włączono tereny o powierzchni 782 ha z miasta Iłowa w tymże powiecie.
Gromada przetrwała do końca 1972 roku, czyli do kolejnej reformy gminnej. 1 stycznia 1973 w powiecie żagańskim reaktywowano gminę Iłowa.